# Pseudaulonium
Pseudaulonium is een geslacht van kevers uit de familie somberkevers (Zopheridae).

## Soorten
Deze lijst is mogelijk niet compleet.
| - P. boliviense - P. carinatum - P. convexum - P. crassum - P. denticulatum - P. depressum | - P. gounellei - P. latum - P. mexicanum - P. regale - P. titschacki |